# Pimpinella bobrovii
Pimpinella bobrovii là một loài thực vật có hoa trong họ Hoa tán. Loài này được E. Axenov & V. Tichomiarov miêu tả khoa học đầu tiên.